# Izabella Poniatowska
Izabella Elżbieta z Poniatowskich Branicka (ur. 26 czerwca 1730 w Warszawie, zm. 14 lutego 1808 w Białymstoku) – siostra króla Stanisława Augusta.

## Życiorys
W 1748 roku w wieku lat 18 zawarła związek małżeński z Janem Klemensem Branickim i zamieszkała w Białymstoku. Była trzecią żoną, wówczas 59-letniego, hetmana.
Mimo młodego wieku, jej rola w rozwoju Białegostoku była niemal równie wielka co małżonka. Była niezwykle energiczną i światłą osobą. Jej właśnie miasto zawdzięcza powstanie pierwszych szkół. Otaczała opieką finansową pensję dla córek urzędników dworskich, szkołę parafialną, szkołę paziów, Szkołę Podwydziałową Zgromadzenia Akademickiego założoną w 1777 roku przez Komisję Edukacji Narodowej.
Zatrudniła na dworze lekarza Michała Clementa, z pochodzenia Węgra oraz twórcę podręczników z dziedziny położnictwa Jakuba Feliksa Michelisa, który założył w Białymstoku Instytut Akuszerii.
Była też mecenasem kultury i sztuki. Sprowadzała do Białegostoku artystów o światowej sławie z Monachium, Mediolanu czy Londynu.
O erudycji Izabelli świadczy również jej pokaźny, jak na tamte czasy, księgozbiór biblioteczny, obejmujący ponad 200 dzieł literatury polskiej i zagranicznej. Włączywszy w to mapy, ryciny, plany architektoniczne, teleskopy, globusy i albumy liczba pozycji sięgała 600 egzemplarzy. A do tego jeszcze zbiór wszystkich edycji KEN Ksiąg Elementarnych wraz z podręcznikami szkolnymi i czasopismami.
Po śmierci Jana Klemensa odziedziczyła w całości majątek hetmana. Ponownie wyszła za mąż za generała Andrzeja Mokronowskiego, starostę ciechanowskiego, byłego podkomendnego zmarłego męża.
Zmarła w 1808 r. i została pochowana w podziemiach bazyliki archikatedralnej starego kościoła farnego w Białymstoku.
Od końca lat 90. jej plenipotentem był Franciszek Xawery Wilczewski, chorążyc Ziemi Wiskiej. Był on później odpowiedzialny za majątek Branickiej po jej śmierci.

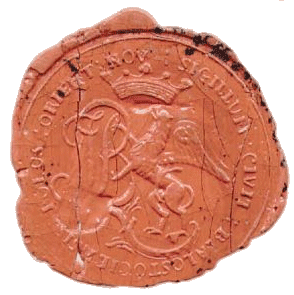
Pieczęć Białegostoku używana po śmierci Jana Klemensa Branickiego z inicjałami I.B. (Izabela Branicka)

## Literatura dodatkowa
- Władysław Konopczyński: Branicka Izabella. W: Polski Słownik Biograficzny. T. 2: Beyzym Jan – Brownsford Marja. Kraków: Polska Akademia Umiejętności – Skład Główny w Księgarniach Gebethnera i Wolffa, 1936, s. 396–397. Reprint: Zakład Narodowy im. Ossolińskich, Kraków 1989, ISBN 83-04-03291-0.